# Siegersbusch
Die Ortslage Siegersbusch im Wohnquartier Tesche im Wuppertaler Stadtbezirk Vohwinkel geht auf einen alten Wohnplatz zurück. Der Name geht wohl ursprünglich auf eine Waldparzelle zurück, die einer Person namens Sieger gehört hatte.

## Geschichte
Die Hofschaft ist als Segersbusch auf der Topographia Ducatus Montani des Erich Philipp Ploennies aus dem Jahre 1715 verzeichnet. Im 19. Jahrhundert war Siegersbusch ein Wohnplatz in der Landgemeinde Schöller der Bürgermeisterei Haan (ab 1894 Bürgermeisterei Gruiten) die aus Honschaft Schöller der bergischen Herrschaft Schöller hervorging. Auf der Topographischen Aufnahme der Rheinlande von 1824 ist der Ort mit Siegersbusch und auf der Preußischen Uraufnahme von 1843 unbeschriftet verzeichnet.
Im Gemeindelexikon für die Provinz Rheinland von 1888 werden drei Wohnhäuser mit 42 Einwohnern angegeben.
Bereits bei der Kommunalreform von 1929 wurde ein kleiner Streifen mit Siegersbusch am Ostrand von der Landgemeinde Schöller abgespalten und als Teil von Vohwinkel der neu gegründeten Stadt Wuppertal zugeordnet.
Am Ende der Merander Straße, die als Stichstraße von der Bahnstraße abzweigt, und dem mutmaßlichen Standort der Hofschaft Siegesbusch stehen möglicherweise Gebäude mit historischer Bausubstanz.

## Die heutige Straße
Nach dieser Ortslage ist 1935 die Straße Siegersbusch, die als Stichstraße südlich der Ortslage von der Bahnstraße nach Nordwesten abzweigt, benannt. Zuvor hieß sie Nordstraße und wurde mit diesem Namen am 22. September 1904 benannt. In dieser Straße wurde 1893 das Armenhaus Vohwinkel (Siegersbusch 19) eröffnet.